# یواس‌اس لارنس (دی‌دی-۸)
یواس‌اس لارنس (دی‌دی-۸) (به انگلیسی: USS Lawrence (DD-8)) یک کشتی بود که طول آن ۲۴۸ فوت ۳ اینچ (۷۵٫۶۷ متر) بود. این کشتی در سال ۱۹۰۰ ساخته شد.